# Нектарик сірий

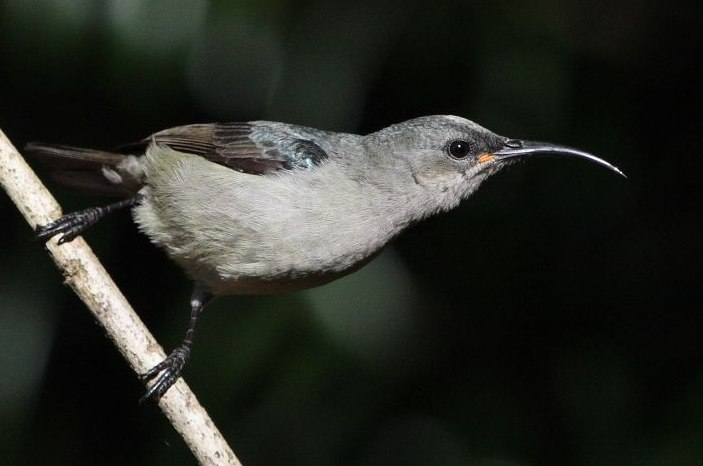
Молодий сірий нектарик

Некта́рик сірий (Cyanomitra veroxii) — вид горобцеподібних птахів родини нектаркових (Nectariniidae). Мешкає в Східній і Південній Африці.

## Підвиди
Виділяють три підвиди:
- C. v. fischeri (Reichenow, 1880) — від Сомалі до ПАР;
- C. v. zanzibarica (Grote, 1932) — Занзібар;
- C. v. veroxii (Smith, A, 1832) — схід і південь ПАР.

## Поширення і екологія
Сірі нектарики поширені на східному узбережжі Африки. Вони мешкають у Сомалі, Кенії, Танзанії, Мозамбіку, Малаві, Есватіні і Південно-Африканській Республіці. Живуть переважно в сухих чагарникових заростях і саванах, а також в сухих тропічних лісах і мангрових заростях.